# Darabani
Darabani is een stad (oraș) in het Roemeense district Botoșani. De stad telt 12.031 inwoners (2002).
Steden met gemeentestatus: Botoșani · Dorohoi

Steden zonder gemeentestatus: Bucecea · Darabani · Flămânzi · Săveni · Ştefăneşti